# Кэрролл, Джон (епископ Шрусбери)
Джон Кэрролл (англ. John Carroll; 16 марта 1838, Каслблейни, Ирландия — 14 января 1897, Шрусбери, Великобритания) — католический прелат, ординарий епархии Шрусбери.

## Биография
Джон Кэрролл родился 16 марта 1838 года во городе Каслблейни Великобритания. 22 декабря 1861 года был рукоположён в священника.
22 августа 1893 года Римский папа Лев XIII назначил Джона Кэрролла титулярным епископом Акмонии и вспомогательным епископом Шрусбери. 28 октября 1893 года Джон Кэрролл был рукоположён в епископа.
11 мая 1895 года Джон Кэрролл был назначен епископом Шрусбери.
Умер 14 января 1897 года.

## Источник
- Hierarchia Catholica Medii et Recentioris Aevi, Volume 8, стр. 73, 493